# Joan Raituense
Joan Raituense (Joannes Raithuensis o Ratthenus o de Raithus o Raithu, (Ἰωάννης τοῦ Ῥαϊθοῦ), fou abat del monestir d'Elim o de les Setanta Fonts, a la costa occidental del Sinaí, que va viure al segle vi.
Fou amic de Joan Clímac al que va demanar d'escriure ( Κλίμαξ, Scala Paradisi, sobre la base del qual ell mateix va escriure Commendatio i Scholia. És autor també de (Ἰωάννης Ἐπιδτολὴ τοῦ ἁγίου Ἰωάννου τοῦ ἡγουμένου τοῦ Ῥαϊθοῦ, Litterae Joannis Raithuensis, dirigit a Climac.